# Lodewijk van Deyssel
Karel Johan Lodewijk Alberdingk Thijm, meglio conosciuto come Lodewijk van Deyssel (Amsterdam, 1864 – Haarlem, 1952), è stato uno scrittore olandese.
Il nome di Deyssel è associato a tendenze "rivoluzionarie" nella letteratura olandese, il cosiddetto "movimento degli anni 1880".
Collaboratore della rivista La Nuova Guida, fu uno dei maggiori rappresentanti del gruppo dei Tachtigers e portò un notevole rinnovamento culturale dal 1885 in poi. Nel 1913 gli è stato conferito il Premio Tollens.